# Hans Krebs (general)
Hans Krebs, född 4 mars 1898 i Helmstedt, död 1 maj 1945 i Berlin, var en tysk general. Han var chef för generalstaben vid Oberkommando des Heeres (OKH) från den 29 mars till den 1 maj 1945. 
Krebs var Tredje rikets siste generalstabschef. Han begick självmord sent på kvällen den 1 maj 1945 i Führerbunkern. Krebs tjänstgjorde huvudsakligen som stabsofficer och var periodvis stationerad i Moskva som militärattaché. Under slutskedet av andra världskriget var Krebs befälhavare för OKH:s högkvarter i Zossen och flyttades i april 1945 till Führerbunkern där han kom att tjänstgöra nära Hitler. Efter Hitlers död ledde Krebs kapitulationsförhandlingarna med Sovjetunionen, men sedan dessa strandat begick Krebs självmord.

## Biografi
Krebs var son till överläraren Otto Krebs och dennes maka Adele. I Helmstadt genomgick Krebs Gymnasium Julianum och när familjen 1913 flyttade till Goslar studerade han vid Ratsgymnasium, där han ansågs så duglig att han fick hoppa över en klass. Den 29 april 1920 gifte sig Krebs med Ilse Wittkop, med vilken han fick två döttrar: Anne-Marie, född 1921, och Lieselotte, född 1925.

### Första världskriget
Den 3 september 1914 tog Krebs som frivillig värvning i Hannoverska Jägarbataljon No. 10. som var stationerad i Goslar. Under första världskriget kom han dock huvudsakligen att tillhöra 78. infanteriregementet och deltog i strider i Ryssland och Frankrike, däribland i slaget vid Somme 1916. Vintern 1914–1915 deltog Krebs i en nittio dagars officersutbildning i Döberitz och avancerade till löjtnant i juni 1915. Efter detta återgick han till 78. infanteriregementet, men sårades allvarligt den 2 juni. Återkommen i tjänst placerades Krebs som chef för ett maskingevärskompani och under krigets sista tretton månader tjänstgjorde han som adjutant vid ett infanteriregemente.

### Mellankrigstiden
Mellan 1919 och 1930 tillhörde Krebs Reichsheer och tjänstgjorde vid flera artilleri- och infanterikompanier, även som stabsofficer. 1920 upptogs han i 20. infanteriregementet i Reichswehr, blev sedan kompaniofficer vid I. bataljonen vid 17. infanteriregementet, förflyttades den 1 oktober 1923 till utbildningstroppen vid 8. preussiska ryttarregementet i Breslau, genomgick ledarutbildning vid 6. divisionen vid Reichswehr, förflyttades den 1 oktober 1924 till 11. kompaniet vid 17. infanteriregementet i Goslar och befordrades under sommaren 1925 till löjtnant (oberleutnant). Den 1 oktober 1926 förflyttades han till 15. kompaniet vid 17. infanteriregementet i Celle, tjänstgjorde våren 1928 vid 11. kompaniet vid 17. infanteriregementet, förflyttades i augusti 1928 till 13. kompaniet vid 17. infanteriregementet i Braunschweig och tjänstgjorde från den 1 oktober 1930 vid utbildningstroppen vid 3. preussiska ryttarregementet i Rathenow.
Krebs avslutade sin ledarskapsutbildning i Berlin och befordrades till hauptmann vid Reichswehrministerium. Genom sin tjänst vid utrikestrupperna (T3) lärde sig Krebs god ryska. Mellan sommaren 1933 och hösten 1934 var Krebs assisterande militärattaché i Moskva. Den 1 oktober 1934 blev Krebs kompanichef vid infanteriregementet Gumbinnen i Gusev, blev den 15 oktober operationschef vid 24. infanteridivisionen i Chemnitz, befordrades till major den 1 januari 1936 och förflyttades till OKH den 6 oktober 1937. Där blev han överkvartermästare vid 11. avdelningen, befordrades till överstelöjtnant den 1 februari 1939 och tjänstgjorde en kort tid vid Führerreserven. Åren 1937–1939 var han chef för OKH:s utbildningssektion.

### Andra världskriget

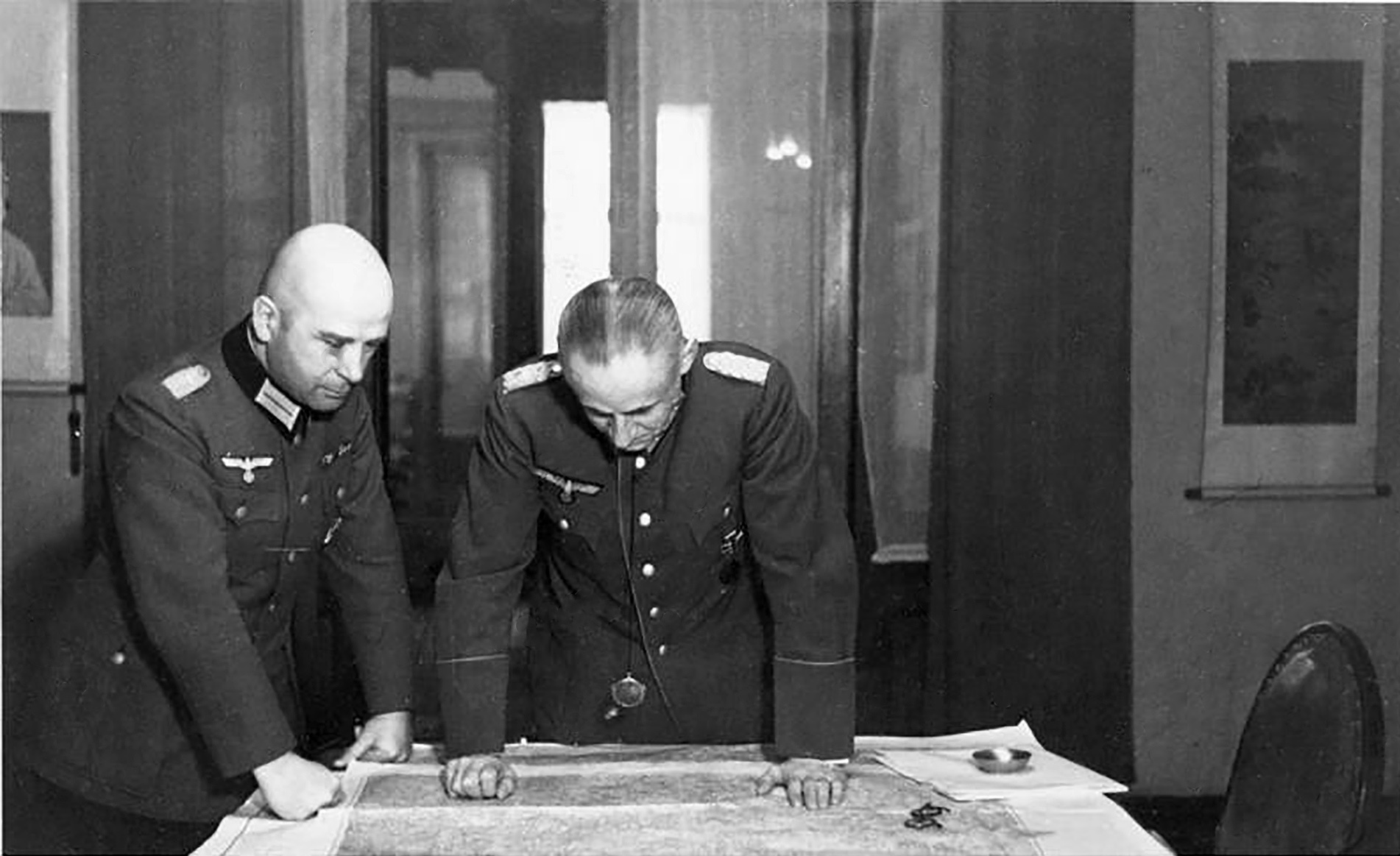
Hans Krebs (till vänster) och Ernst-August Köstring studerar en karta 1941.

Den 15 december 1939 blev Krebs generalstabschef vid överkommandot vid VII. armékåren, med vilken han deltog i fälttågen västerut. Tjänsten vid armékåren avslutades den 13 januari 1942. Han befordrades till överste den 1 oktober 1940 och vid tiden för fälttåget mot Sovjetunionen placerades han åter i Führerreserven.

#### Militärattaché i Moskva
I september 1939 skickades Krebs till Moskva för att delta i förhandlingarna med Kreml om delandet av Polen. Efter sin befordran till överste i oktober 1940 skickades Krebs till Moskva för att bistå den tyske militärattachén Ernst-August Köstring, men på grund av Köstrings sjukdom kom Krebs i praktiken att agera militärattaché fram till tyskarnas invasion av Sovjetunionen i juni 1941. Krebs själv var troligen emot kriget med Sovjetunionen. Istället var han en stark förespråkare för ett tyskt-ryskt samarbete och han kände flera ledande militärer i Röda armén.
Någon gång i början av 1941 befann sig Krebs på en järnvägsstation i Moskva samtidigt som Stalin var där för att ta farväl av den japanske utrikesministern Matsuoka Yōsuke. Stalin fick syn på Krebs, dunkade honom i ryggen och sade: "Vi måste alltid förbli vänner, oavsett vad som händer" och syftade på Tyskland och Sovjetunionen. Krebs blev chockad över gesten och svarade: "Det är jag övertygad om att vi kommer att förbli". Denna episod blev välkänd inom Wehrmacht och gav Krebs ett visst anseende.

#### Operationerna 1942–1945

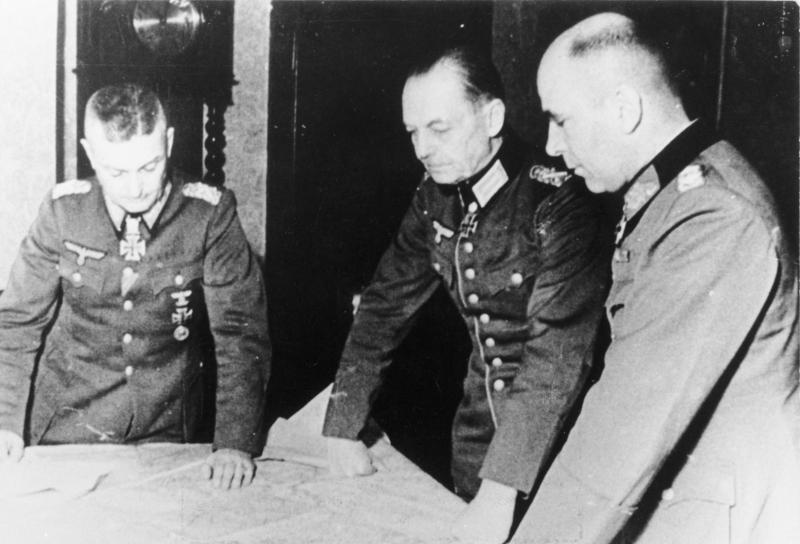
Bild från planerandet av Ardenneroffensiven i november 1944. Från vänster: Walter Model, Gerd von Rundstedt och Hans Krebs.

Den 14 januari 1942 blev Krebs generalstabschef vid 9. armén och befordrades till generalmajor den 1 februari 1942. Den 1 mars 1943 utsågs han till generalstabschef för armégrupp Mitte och befordrades till generallöjtnant den 1 april 1943. För sina insatser vid planeringen av fälttågen österut belönades Krebs den 26 mars 1944 med Riddarkorset av Järnkorset. Under slaget vid Stalingrad närvarade Krebs vid fronten och stred i slaget vid Rzjev. Den 1 augusti 1944 blev han general av infanteriet och utsågs till generalstabschef vid armégrupp B, ledd av Walter Model, den 5 september 1944.
I egenskap av Models generalstabschef kom Krebs att delta i planeringen och utförandet av Ardenneroffensiven mot södra Belgien på hösten 1944. Tillsammans med Gerd von Rundstedts generalstabschef Siegfried Westphal kallades Krebs den 28 oktober 1944 till Hitlers högkvarter Wolfsschanze för att informeras om operationen. Krebs och Westphal var optimistiska inför operationen och stödde den av Hitler utarbetade planen, trots att von Rundstedt, som var formellt högst ansvarig för offensiven, sade sig vara skeptisk till "skrivbordsprodukten".
Den 16 februari 1945 inleddes under Walther Wencks ledning en offensiv i östra Pommern för att motverka den sovjetiska framryckningen mot Berlin. Till förfogande fanns över 1 200 pansarvagnar, men under pansarslaget vid Stargard led tyskarna stora förluster och Wenck själv sårades så allvarligt att han sattes ur tjänst. Krebs övertog kommandot för offensiven, men bara efter två dagar tvingades tyskarna retirera och sovjeterna erövrade hela pommerska kusten.

#### Vid arméstaben
I februari 1945 kallade Hitler Krebs till Berlin för att tillsammans med Heinz Guderian leda arméstaben. När Guderian sedan avskedades övertog Krebs dennes uppgifter och stationerades vid OKH:s högkvarter Maybach I och II i Zossen. I mars och april blev högkvarteret i Zossen allt mer utsatt av de allierades bombningar, som bland annat slog ut telefonnäten och förhindrade högkvarteret att hålla kontakten med staberna. Den 15 mars sårades Krebs lindrigt vid de amerikanska bombräderna över Zossen. Den 1 april utnämndes Krebs till generalstabschef. Som sådan beskrivs Krebs av Niclas Sennerteg som svag och osjälvständig samt att han blev en "megafon för sin husbondes röst".
På morgonen den 21 april väcktes Krebs i högkvarteret i Zossen av sin adjutant som rapporterade att fyrtio ryska pansarvagnar av typ T-34 var på väg från Baruth mot Zossen. Krebs ringde till rikskansliet och bad om att få flytta högkvarteret, men Hitler vägrade gå med på detta. Vid 11-tiden kunde ljudet från pansarvagnarnas kanoner höras till högkvarteret och ryssarna beräknades komma fram inom en halvtimme. Samtidigt rapporterade chefen för Zossens försvarsenhet, löjtnant Kränkel, att denne lidit stora förluster mot ryssarna och inte kunde förhindra deras framfart mot högkvarteret. Krebs höll en konferens med sina officerare som var beredda att gå i krigsfångenskap. Inte långt senare rapporterades att pansarvagnarna fått slut på bränsle och gjort halt norr om Baruth. Klockan 13.00 ringde Wilhelm Burgdorf från rikskansliet och meddelade att OKH nu fick flytta högkvarteret till Luftwaffe-basen vid Eiche. Därefter utrymdes bunkerkomplexen i Zossen, som föll i ryska händer senare samma eftermiddag.

### Slaget om Berlin

#### Führerbunkern
Under slutskedet av slaget om Berlin förflyttades Krebs till Führerbunkern. Liksom de flesta andra officerare i bunkern hade Krebs inte särskilt många uppgifter att utföra, annat än att närvara vid konferenserna. På en av våningarna inrättade Krebs, Martin Bormann och Wilhelm Burgdorf tillsammans med flera andra ett dryckesgille och Krebs adjutant Bernd Freytag von Loringhoven beskrev det som att de tre drack sig igenom de svåra dagarna.
Vid stabskonferensen 22 april, vid vilken Krebs närvarade, berördes Felix Steiners möjligheter att rycka till Berlins försvar söderifrån. Hitler hade gett uttryckliga order om att Steiner och Luftwaffe skulle skrida till aktion, men detta var omöjligt för Steiner att göra. På konferensen blev det för första gången uppenbart för Hitler att Steiners attack skulle utebli, vilket vållade stort raseri från Hitlers sida. Efter en lång utskällning gentemot de närvarande officerarna bekände Hitler att kriget var förlorat och att han tänkte stanna i Berlin för att dö där. Hitlers beslut kungjordes i Tyskland dagen därpå. Samma dag fick några höga militärer order att bege sig till olika armékårer med order från Hitler, men Krebs beordrades att stanna kvar i bunkern.
Den 23 april beslöt Helmuth Weidling, chef för LVI. pansarkåren, att retirera med sin kår till en plats närmare Berlin. Någon rapporterade dock till Hitler att Weidling av feghet retirerat ända till Potsdam och på grundval av detta dömdes Weidling till döden. Weidling ringde till rikskansliet för att få klarhet i saken, men Krebs som svarade i telefonen sade med "påfallande kyla" att Weidling dömts till döden. Weidling bestämde sig då för att personligen bege sig till rikskansliets bunker och reda ut situationen. I bunkern mottogs han av Burgdorf och Krebs och under ett längre samtal förklarade Weidling att hans stabsplats bara befann sig ett par kilometer från ryssarnas linje. Weidling nämnde även att Oberkommando der Wehrmacht (OKW) redan fråntagit honom hans befäl, men Krebs svarade att den ordern redan annullerats och att Hitler ville träffa Weidling omgående. Så skedde och under mötet utnämnde Hitler Weidling till kommendant för Berlins försvar.
Den 28 april fick Hitler vetskap om att Heinrich Himmler försökte förhandla om kapitulation med västmakterna genom den svenske greven Folke Bernadotte. Himmlers adjutant Hermann Fegelein greps och ställdes inför en tribunal bestående av SS-generalen Wilhelm Mohnke, Krebs, general Wilhelm Burgdorf och SS-generalen Johann Rattenhuber. Fegelein var dock så berusad att processen inte kunde genomföras. Samma dag ringde Krebs till Wilhelm Keitel i Fürstenberg och sade att om ingen hjälp kom till Berlin inom 48 timmar var allting förlorat. Keitel lovade att sätta press på Wenck, chef för tolfte armén, och Theodor Busse, chef för nionde armén, för att få dessa att skrida till ett anfall från syd och öst. Samtidigt skulle Rudolf Holste med sina förband anfalla från norr.
Vid konferensen den 29 april rapporterade Krebs att ryssarna intagit Charlottenburg, Grunewald och Anhalter Bahnhof. Eftersom inga nyheter inkommit från Wenck beordrades några officerare att bege sig till denne och beordra om påskyndning. Samma dag lämnade Krebs adjutant Bernd Freytag von Loringhoven bunkern och lämnade Berlin. På kvällen bevittnade samt undertecknade Krebs, Joseph Goebbels, Martin Bormann och Wilhelm Burgdorf Hitlers politiska testamente. Senare på kvällen kontaktade Krebs general Alfred Jodl och frågade var Busses, Wencks och Holstes styrkor befann sig och när de skulle komma fram till Berlin. Först på morgonen den 30 april återrapporterade Jodl att Wenck befann sig vid Schwielowsee, att huvuddelen av nionde armén var omringad och att Holste inte kunde komma till undsättning. Efter bröllopet mellan Hitler och Eva Braun tog ett antal adjutanter avsked och fick Hitlers tillåtelse att lämna bunkern. Krebs och Burgdorf lovade dock att stanna kvar och begå självmord.
Klockan 22.00 den 29 april inleddes kvällskonferensen med Hitler, Krebs, Burgdorf, Goebbels, Bormann, Weidling, Walther Hewel, Hans-Erich Voss och Nicolaus von Below. Weidling informerade att ryssarna närmade sig flygministeriet och avancerade på alla fronter och troligen skulle nå rikskansliet senast den 1 maj. Efter konferensen lämnade von Below bunkern och Krebs bad honom försöka framföra en hälsning till sin hustru och gav von Below hennes adress. Han skickade även med ett brev till Jodl vari han beskrev Berlins hopplösa situation. Bormann och Krebs skickade slutligen ut ett meddelande till samtliga befälhavare, vilket i sin helhet löd: "Führern förväntar sig en oeftergivlig lojalitet av Schörner, Wenck och övriga. Han förväntar sig också att Schörner och Wenck ska rädda honom och Berlin".

#### Hitlers död och Tysklands kapitulation
På eftermiddagen den 30 april tog Hitler avsked av några ur bunkerns personal. Dessa var förutom Krebs Traudl Junge, Bormann, Goebbels, Burgdorf, Hewel, Rattenhuber, Voss, Otto Günsche, Heinz Linge, Gerda Christian, Constanze Manziarly, Werner Naumann, Peter Högl och Else Krüger. Därefter drog sig Hitler och Eva Braun tillbaka och begick självmord senare på eftermiddagen. Deras kroppar bars upp ur bunkern och nedlades i en krater i rikskansliets trädgård. Där dränktes de in i bensin och tändes på. De närvarande, Goebbels, Krebs, Bormann, Burgdorf, Hitlerjugends ledare Artur Axmann och några andra, gjorde Hitlerhälsning medan kropparna kremerades.
Vid 2 eller 3-tiden på natten till den 1 maj fick Krebs i uppdrag av Goebbels att söka upp den sovjetiske befälhavaren Vasilij Tjujkov i dennes högkvarter någonstans i Berlin för att förhandla om en separat fred. Vid 03.50 hittade Krebs, åtföljd av SS-Obersturmführer Neilandis och Weidlings stabschef, överste Thedor von Dufving, till högkvarteret i Berlin-Tempelhof. Krebs informerade Tjujkov om att Hitler begått självmord föregående dag. Tjujkov låtsades känna till detta för att förvilla Krebs. Krebs läste sedan upp Hitlers politiska testamente och Goebbels skriftliga förslag om försök till separatfred mellan de länder som lidit störst förluster i kriget. Tjujkov ringde upp marskalk Georgij Zjukov och redogjorde för vad Krebs berättat. Zjukov beordrade att endast villkorslös kapitulation kunde accepteras, vilket Tjujkov vidareförde till Krebs, som svarade att så inte kunde ske förrän Sovjetunionen erkände Karl Dönitz nya regering. Zjukov gav tyskarna en tidsfrist till klockan 10.15 den 1 maj och om tyskarna till dess inte accepterat en villkorslös kapitulation skulle Berlin förvandlas till en "ruinhög".
Efter sammanträdet återvände Krebs till bunkern vid 12-tiden på förmiddagen och informerade Goebbels och Bormann om sovjeternas krav. En ny överläggning hölls, varefter man från rikskansliet skickade meddelande till Tjujkov att förhandlingarna var avbrutna. Den gentemot Führern lojale Krebs förespråkade motstånd in i det sista; Helmuth Weidling hade dock den 1 maj bestämt sig för att beordra eldupphör åt LVI. pansarkåren. Krebs kände till detta, så när han tog farväl av Weidling sista gången sade han till honom: "Det finns inga desperata situationer, det finns bara desperata män".

#### Krebs självmord
Efter Hitlers död var makarna Goebbels fast beslutna att mörda sina barn, som också fanns i bunkern, och själva begå självmord. Krebs var emot beslutet och erbjöd Goebbels en pansarbil för att fly med sin familj. Goebbels vägrade att acceptera erbjudandet och svarade: "Nej tack, jag är inte längre intresserad av livet." Efter Goebbles självmord den 1 maj blev Krebs suicidal och kunde inte längre föra kapitulationsförhandlingarna med ryssarna. Uppgiften övertogs av chefen för Berlins försvar, Helmuth Weidling. När Weidling den 2 maj ringde upp Tjujkov frågade denne efter Krebs. Weidling svarade att han sett Krebs föregående dag i rikskansliets bunker och att han troligen tänkte begå självmord.
På eftermiddagen den 1 maj lämnade stora grupper av officerare och personal bunkern för att försöka ta sig igenom de ryska linjerna, medan Krebs, Burgdorf och Franz Schädle stannade kvar. Hitlers sekreterare Traudl Junge beskriver i sina memoarer hur Burgdorf och Krebs slätade sina uniformsrockar och skakade hand med alla som begav sig av. Burgdorf motiverade sitt agerande för några avtågande, att han var för gammal och modfälld för att ånyo genomleva en tysk kapitulation, syftande på, att han som ung officer erfarit nederlaget efter första världskriget.
För att undvika att hamna i sovjetisk fångenskap begick Krebs och Burgdorf självmord vid 21.30-tiden den 1 maj efter att först intagit en större mängd alkohol. Rochus Misch fann deras kroppar och påstod senare att männen begått självmord med cyanid eftersom han inte såg något blod. Enligt Mischs version mottog denne ett telefonsamtal där ringaren sökte Krebs. Krebs och Burgdorf satt och sov i bunkerns korridor och Misch kopplade samtalet till telefonen i korridoren. När ingen svarade i telefonen gick Misch ut för att väcka generalerna och fann därvid att båda var döda. Sedan bars Krebs och Burgdorfs kroppar ut till trädgården av personal ur Reichssicherheitsdienst. Franz Schädle, som på grund av en skada i foten inte kunde följa med Bormanns grupp, begick också självmord den 2 maj.
Liken efter Hitler, Eva Braun, Krebs och familjen Goebbels omhändertogs av ryssarna och obducerades den 8 maj. Vid undersökningen av de inre organen framgick att Krebs begått självmord genom cyanidförgiftning och inte genom att skjuta sig. Tre ytliga sår på huvudet antogs uppkommit efter döden. Kropparna kremerades och efter varit begravda på olika platser, utförde SMERSJ den 5 april 1970 en sista kremering i Schönebeck och askan ströddes i ett biflöde till Elbe.
Trots att liken efter Goebbels och Krebs med säkerhet påträffats och identifierats var Josef Stalin ännu den 26 maj övertygad om att Hitler, Goebbels, Bormann och Krebs flytt från Berlin och ännu var vid liv. Krebs död bekräftades dock av den tillfångatagne Weidling och kungjordes i Sovjetunionen den 9 juni, men även efter detta uttryckte sig Stalin skeptiskt.

## Krebs som person
Krebs politiska läggning beskrevs som starkt rasistisk och antikommunistisk, detta bland annat på grund av uttalanden Krebs gjorde om ryska militärdelegater som besökte Berlin 1932. Av sin adjutant, Bernd Freytag von Loringhoven, beskrevs Krebs som en glad, intellektuell och flitig officer som steg snabbt i graderna, men utan att själv lett ett förband i strid. Krebs åtnjöt heller ingen större respekt hos frontbefälhavarna och brukade kallas "mannen som kan göra svart till vitt". Generalöverste Gotthard Heinrici, som under slutet av kriget tjänstgjorde nära Krebs, ansåg denne vara falsk och att Krebs innehade sin höga position för att han ständigt dolde för Hitler hur allvarlig den militära situationen egentligen var.
Heinz Guderian hade känt Krebs i många år och skildrar i sina memoarer honom som klok, men väl anpassningsbar, vilket gjorde honom föremål för Hitlers påtryckningar. Krebs hade varit studiekamrat med Burgdorf och sedan han börjat tjänstgöra i Führerns högkvarter och av Burgdorf introducerats för Martin Bormann och Hermann Fegelein, blev han osjälvständig och lättledd. Burgdorf, Bormann och Fegelein samt Hitlers läkare Theodor Morell utgjorde en liten skara lojala, som enligt Guderian med sitt intrigerande och sin stora alkoholkonsumtion, hade negativ påverkan på omgivningen.
Efter andra världskriget beskrev tillfångatagna tyska militärer Krebs som en duglig och optimistisk militär, men alltför opportunistisk och sågs som "Hitlers tallriksslickare". Till sin personlighet var han slagfärdig och ofta sarkastisk. En stabsofficer beskrev honom på följande sätt: "Denne korta, glasögonprydde, något hjulbente man log oavlåtligt och hade en aura av faun över sig".

## Befattningar
| Datum           | Tjänstegrad            |
| --------------- | ---------------------- |
| December 1914   | Fanjunkare             |
| Juni 1915       | Löjtnant               |
| 1 april 1925    | Överlöjtnant           |
| 1931            | Kapten                 |
| 1 januari 1936  | Major                  |
| 1 februari 1939 | Överstelöjtnant        |
| 1 oktober 1940  | Överste                |
| 1 februari 1942 | Generalmajor           |
| 1 april 1943    | Generallöjtnant        |
| 1 augusti 1944  | General av infanteriet |

## Utmärkelser
Hans Krebs utmärkelser
- Järnkorset av andra klassen: 22 augusti 1915
- Järnkorset av första klassen: 6 februari 1917
- Hohenzollerska husordens riddarkors
- Braunschweigs krigsförtjänstkors av andra klassen
- Braunschweigs krigsförtjänstkors av första klassen
- Braunschweigs krigsförtjänstkors tjänstetecken av andra klassen
- Friedrich August-korset av andra klassen
- Friedrich August-korset av första klassen
- Såradmärket i svart
- Ärekorset (Ehrenkreuz für Frontkämpfer)
- Wehrmachts tjänsteutmärkelse av fjärde, tredje, andra och första klassen
- Tilläggsspänne till Järnkorset av andra klassen: 14 maj 1940
- Tilläggsspänne till Järnkorset av första klassen: 18 maj 1940
- Östfrontsmedaljen
- Tyska korset i guld
- Riddarkorset av Järnkorset
  - Riddarkorset: 26 mars 1944
  - Eklöv: 20 februari 1945

## I populärkulturen
I filmen Undergången (2004) porträtteras Hans Krebs av Rolf Kanies.